# Zaffiro nero
Zaffiro nero (Sapphire) è un film del 1959 diretto da Basil Dearden.

## Trama
Londra. Nel parco di Hampstead Heath viene ritrovato il corpo senza vita di una giovane sconosciuta, che all'autopsia risulta al terzo mese di gravidanza. Dall'iniziale "S" ricamata sul suo fazzoletto, Scotland Yard riesce a risalire al suo nome, Sapphire (t.l. Zaffiro) Robbins, così viene rintracciato suo fratello, medico a Birmingham. 
Quando il medico si presenta al commissariato, tutti si meravigliano per il colore nero della sua pelle: serio e professionale, fiero delle sue origini caraibiche, all'inizio non nasconde il suo scetticismo sul risultato che avranno le indagini. Spiega di aver avuto genitori di sangue misto e che, data la carnagione più chiara, la giovane sorella riusciva a "passare" per bianca. 
David Harris è l'uomo con cui Sapphire aveva una relazione, ma la sera in cui è avvenuto l'omicidio si trovava a Cambridge. I suoi familiari sapevano della relazione e David aveva informato i genitori e la sorella Mildred dello stato di gravidanza della ragazza. Il padre di David si era opposto a un eventuale matrimonio sia per motivi sociali che per l'opportunità, che David avrebbe perso, di una borsa di studio a Roma. 
Gli interrogatori svolti su possibili testimoni fanno emergere le tensioni razziali e una quantità di false credenze nell'ambito della popolazione bianca. Si viene a sapere che Sapphire era conosciuta nei locali notturni di Londra e le indagini si spostano negli ambienti frequentati da persone di colore ma, mentre l'ispettore Learoyd comincia ad esprimere pregiudizi razziali sul comportamento della vittima, il sovrintendente Hazard si mantiene assolutamente garantista e non esita a contrastare le idee preconcette del suo collaboratore. 
Intanto David Harris, sorpreso mentre si aggira nel luogo del delitto, è costretto ad ammettere che era tornato da Cambridge molto prima di quanto dichiarato in precedenza. Il sovrintendente lo riporta a casa e comincia a interrogare i familiari del giovane, suscitando le aspre rimostranze di questi ultimi, soprattutto della sorella Mildred, che tuttavia alla fine confessa di aver ucciso la futura cognata per impedire il matrimonio e la rovina della sua famiglia.

## Riconoscimenti
- BAFTA per il miglior film britannico 1960